# Siettitia avenionensis
Espèce
Siettitia avenionensis est une espèce de coléoptères de la famille des Dytiscidae, de la sous-famille des Hydroporinae.
Avec Siettitia balsetensis, ce sont les deux seules espèces du genre Siettitia.